# Dianthus gratianopolitanus
Dianthus gratianopolitanus là loài thực vật có hoa thuộc họ Cẩm chướng. Loài này được Vill. mô tả khoa học đầu tiên năm 1789.